# Würm-Kaltzeit

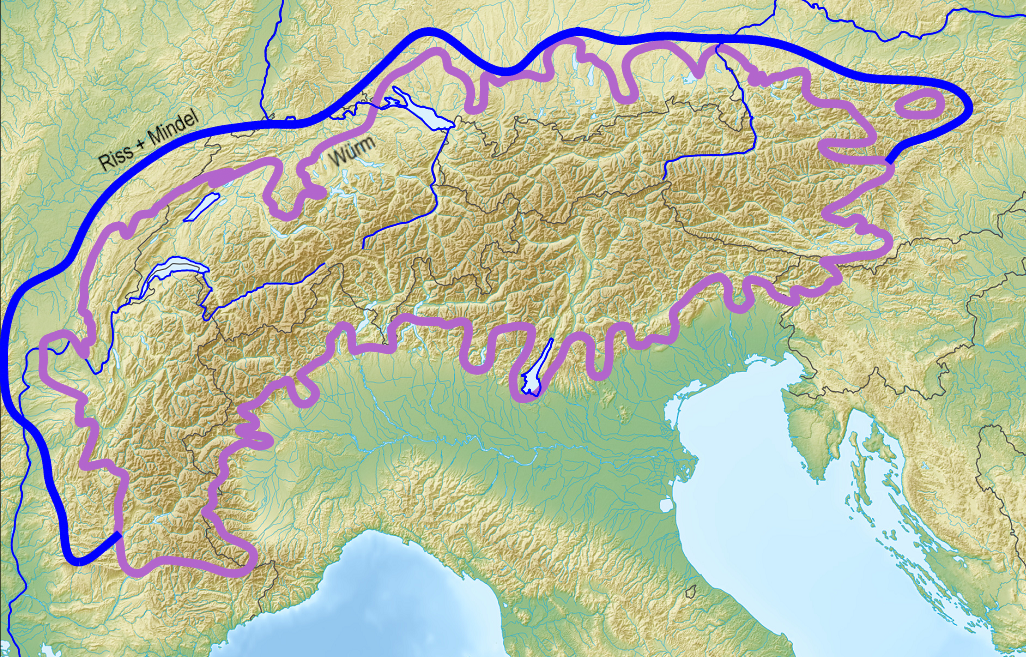
Ausdehnung der alpinen Vereisung in der Würmkaltzeit. Blau: Eisrandlage früherer Kaltzeiten

Die Würm-Kaltzeit, auch Würm-Glazial, Würmeiszeit oder Würmzeit genannt, ist die Bezeichnung der letzten Kaltzeit im Alpenraum. Sie ist die bisher jüngste der im Alpenraum aufgetretenen großräumigen Vergletscherungen, die über die Alpen selbst hinausgingen. Sie ist, wie die meisten anderen Kaltzeiten des Pleistozäns, nach einem Fluss benannt, nämlich der Würm in Bayern, einem Nebenfluss der Amper. Die Würm-Kaltzeit kann auf den Zeitraum von etwa 115.000 bis 10.000 Jahre vor heute datiert werden, wobei die Angaben differieren: je nachdem, wie die langen Übergangsphasen zwischen Glazialen und Interglazialen (Warmzeiten) der einen oder der anderen Periode zugeordnet werden. Die Jahresmitteltemperaturen während der Würm-Kaltzeit betrugen im Alpenvorland unter −3 °C (heute +7 °C). Dies wurde durch Veränderung der Vegetation (Pollenanalyse) sowie Faziesdifferenzierungen festgestellt.
Die gleichzeitige Kaltzeit Nord- und Mitteleuropas wird als Weichsel-Kaltzeit bezeichnet. Trotz der globalen Klimaschwankungen, Ursache für die großen Vereisungszyklen, korreliert die Datierung der alpinen Gletschervorstöße nicht automatisch mit der weitesten Ausbreitung des skandinavischen Eisschildes. In Nordamerika wird die entsprechende „letzte Kaltzeit“ als Wisconsin Glaciation bezeichnet.

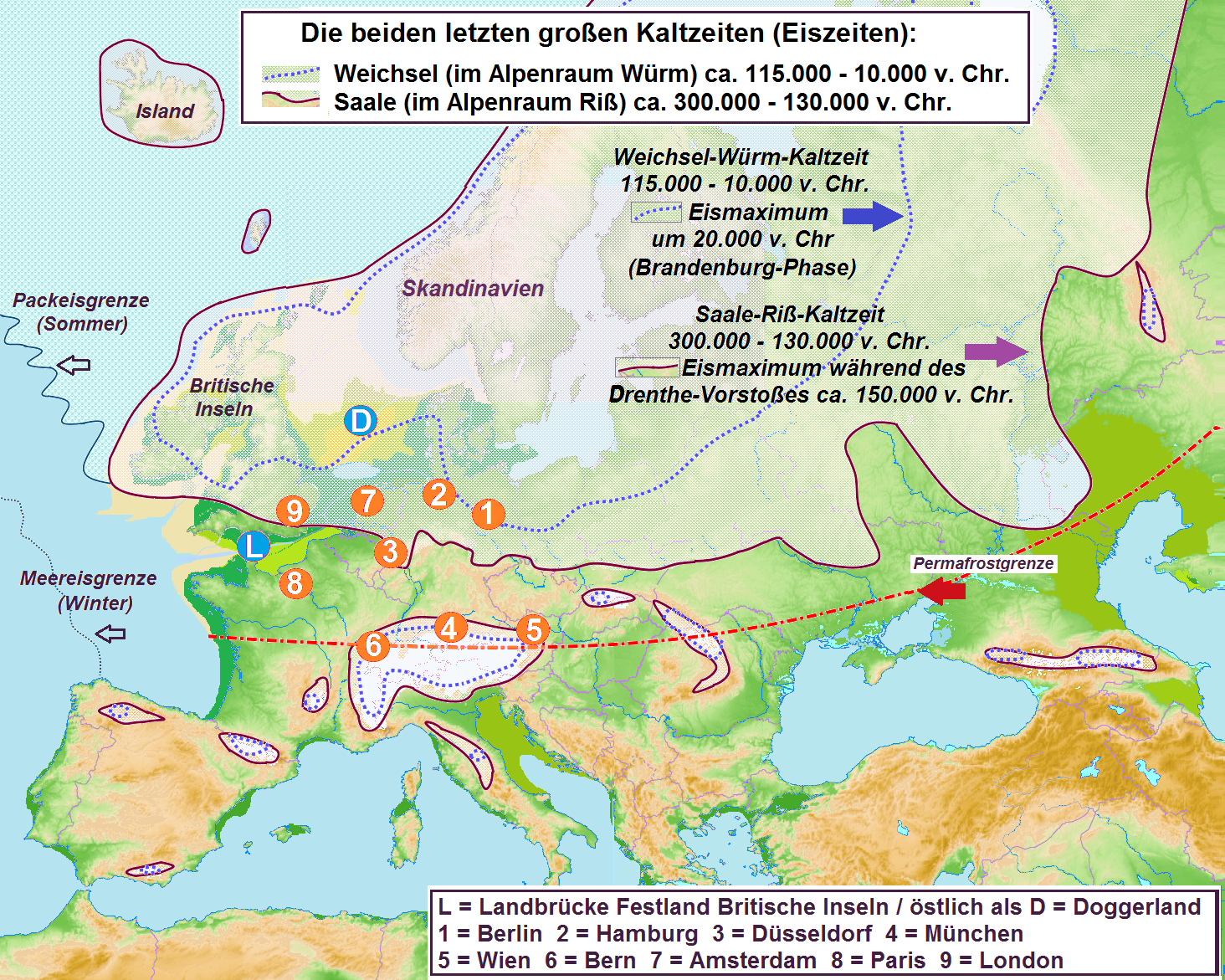
Würm-Kaltzeit (im Norden: Weichsel) im Vergleich zur Riß-Kaltzeit (im Norden: Saale). Die Gletschervorstöße waren unterbrochen von wärmeren Perioden, in denen sich die archaischen Menschen Europas (der Neandertaler als Nachfolger des Homo heidelbergensis) von den Gebirgszonen fort und über die Permafrostgrenze hinaus nach Norden und Nordosten ausbreiteten. Ab etwa 40.000 v. Chr. besiedelte der moderne Cro-Magnon-Mensch diese Gebiete.

## Zeitliche Einordnung

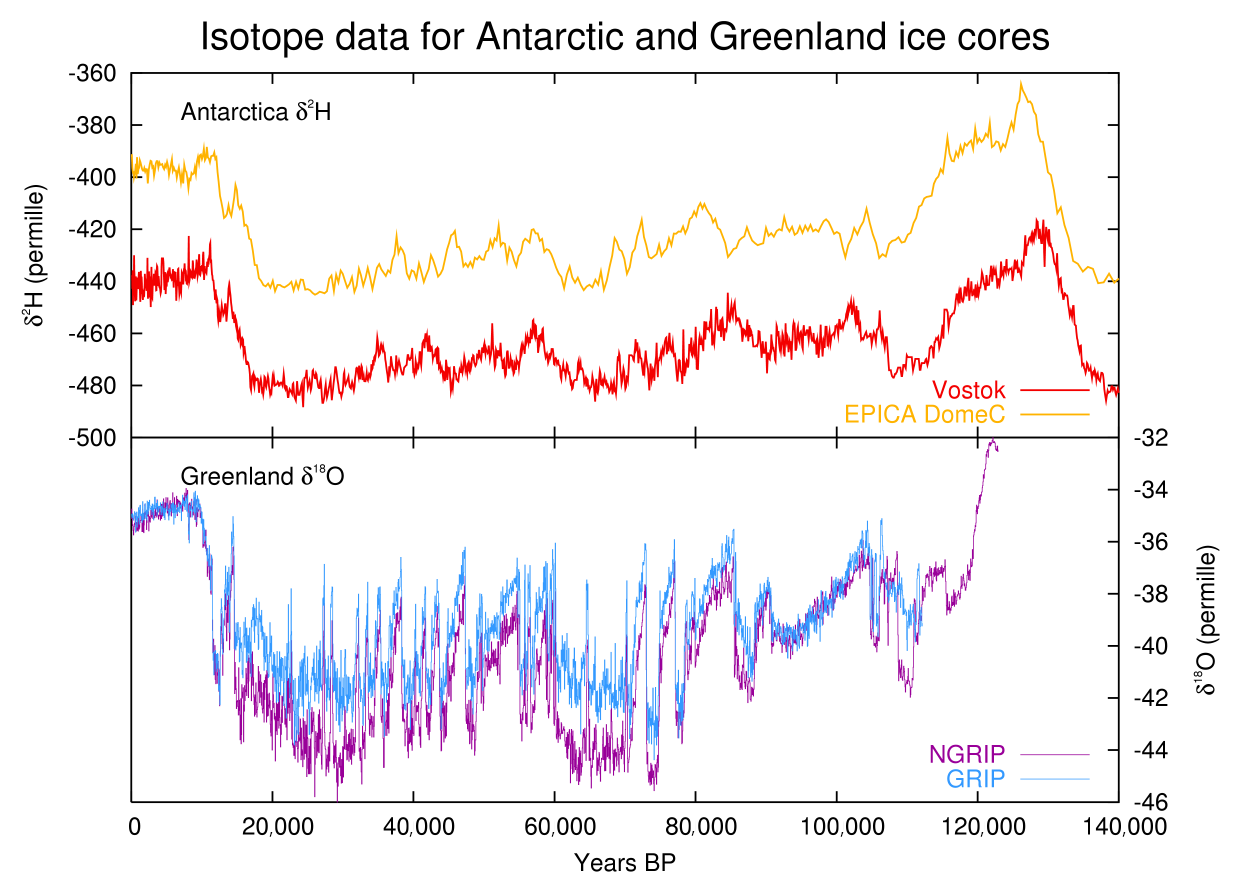
Würm-Kaltzeit, dargestellt in den Eisbohrkerndaten aus der Antarktis und Grönlands

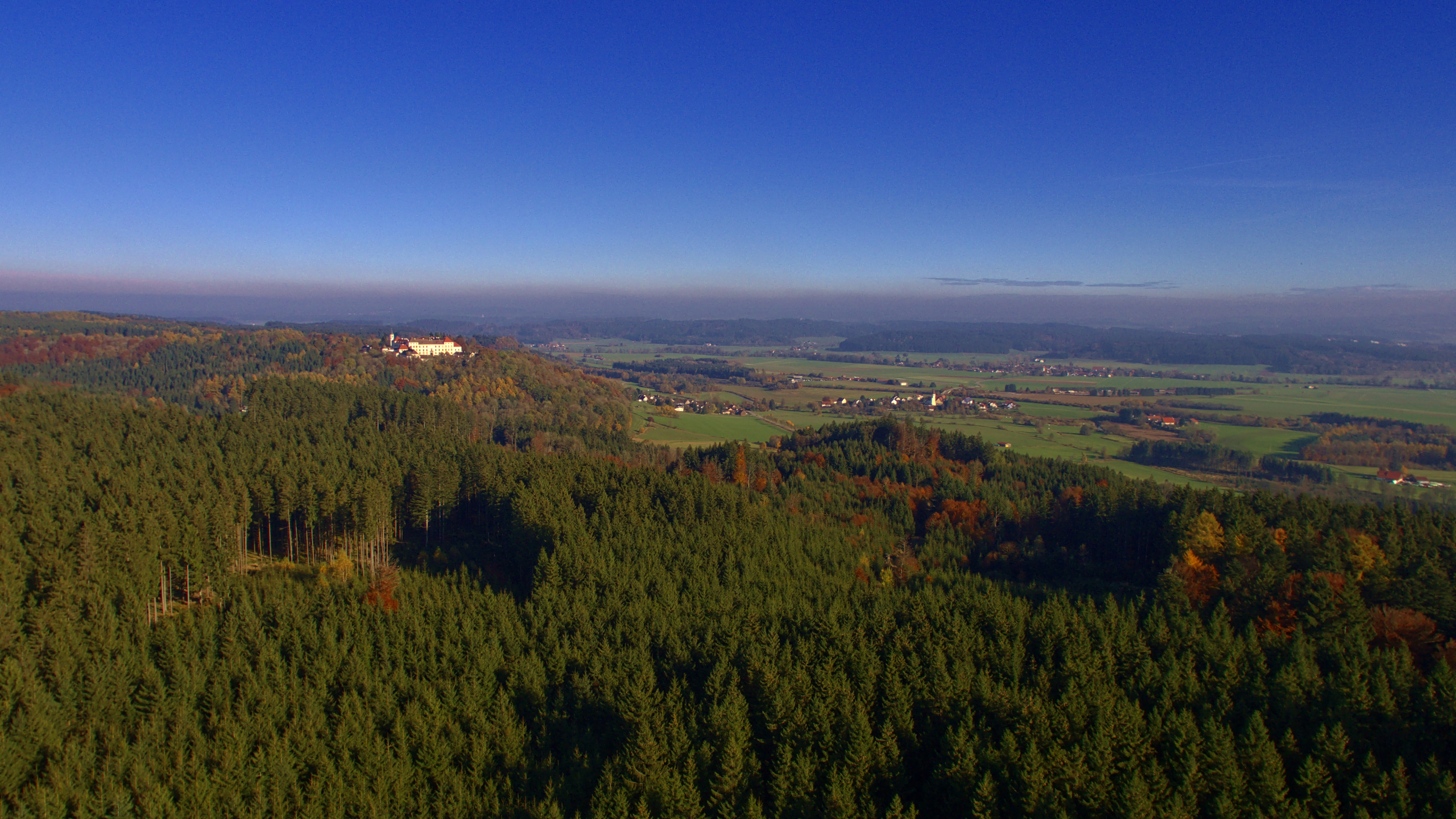
Schotterebenen und Moränenlandschaft im Westallgäu bei Leutkirch, links im Bild Schloss Zeil

Im Gelasium, also zu Beginn des Quartärs vor rund 2,6 Millionen Jahren, begann auf der nördlichen Hemisphäre ein Eiszeitalter, das bis heute anhält. Charakteristisch für ein solches Eiszeitalter ist die Vereisung der Polkappen. Auf das Gelasium folgten Alt-, Mittel- und Jungpleistozän mit einer zeitlichen Staffelung mehrerer Warm- und Kaltzeiten. Letztere werden oft auch „Eiszeiten“ oder „Glaziale“ genannt, wobei die Bezeichnung als Eiszeit oft mit dem Oberbegriff Eiszeitalter verwechselt wird. Die Warmzeiten werden als „Interglaziale“ bezeichnet. Wiederholt traten die Gletscher aus den Alpen auf das nördliche Molassevorland aus und hinterließen dort Moränen und Schmelzwasserablagerungen von bis zu mehreren hundert Metern Mächtigkeit. Man teilt das Pleistozän in den Alpen heute in die Phasen des Biber-, Donau-, Günz-, Haslach-, Mindel-, Riß- und Würm-Glazials. In der Riß-Kaltzeit (vgl. dazu die Saale-Kaltzeit in Nordeuropa) vollzog sich der weiteste Eisvorstoß in das Alpenvorland. Die jüngste Vorlandvereisung, die Würm-Kaltzeit, wies keine so weitgehende und geschlossene Front der Vergletscherung auf. Trotzdem ragen ihre Endmoränenzüge als Einzel-Loben, die den Gletscherzungen entsprechen, weit ins Vorland hinein. Wurden sie im Hochgebirge noch von den Talflanken eingeengt, so konnten sich die fließenden Gletschermassen im Vorland oft zu riesigen Gletschern vereinigen.
Die in der Würm-Kaltzeit gebildeten Moränen und Schotterflächen sind am besten erhalten, da seither keine ähnlichen geologischen Vorgänge mehr folgten. Die eiszeitlichen Spuren wurden nicht durch weitere Gletscher ausgeschürft oder von ihren Sedimenten überlagert. Dadurch ist für die Würm-Kaltzeit eine genauere Datierung möglich als für die vorangegangenen Glazialstadien.
Der Würm-Kaltzeit ging die Eem-Warmzeit voran, die vor rund 126.000 Jahren begann und 11.000 Jahre dauerte. Dann kam es zu einer deutlichen Abkühlung, die jedoch durch fallweise Schwankungen der Durchschnittstemperaturen um mehrere Grad Celsius gekennzeichnet ist. Die verschiedenen Vorstöße und Rückzüge der Gletscher, die mit diesen Temperaturschwankungen verbunden sind, nennt man „Stadiale“ mit eher niedrigen Temperaturen und „Interstadiale“ mit höheren Temperaturen.
Das Würm-Glazial endete vor rund 10.000 Jahren mit dem Beginn des Holozäns. Auf die Kaltzeit folgte wieder eine Erwärmung, die bis heute andauert und in der sich die Gletscher zurückbilden. Dennoch gab es auch im Holozän Temperaturschwankungen und auch Eisvorstöße, letztmals in der neuzeitlichen sogenannten Kleinen Eiszeit. Das Holozän wird als „Interglazial“ des Eiszeitalters angesehen, da die Pole und die hohen Gebirgslagen noch immer vergletschert sind.
Zur stratigraphischen Chronologie vergleiche den „Schwester-Artikel“ Weichsel-Kaltzeit.

## Räumliche Ausdehnung
Innerhalb der Würm-Kaltzeit können verschiedene Vorstöße und Rückzüge der Gletscher dokumentiert werden. Dies führte zu einer staffelartigen Anordnung der einzelnen Endmoränenwälle und -kuppen. In den Tallagen sammelten sich Schotter zu Niederterrassen, in die die heutigen Flüsse nur wenig einschnitten.
Der westlichste würmzeitliche Gletscher war der heute noch im Schweizer Kanton Wallis existierende Rhonegletscher. Eine seiner Gletscherzungen bildete die heutigen Seen Bielersee und Neuenburgersee. Der Rhonegletscher bedeckte das gesamte Schweizer Plateau und reichte bis in die Gegend des heutigen Solothurn. In der Region Bern vereinigte er sich mit dem Aaregletscher.
Der aus dem alpinen Rheintal herausragende Rheingletscher erreichte bei seinem äußersten Vorstoß Schaffhausen. In seinem fluvioglazial erodierten Zungenbecken liegt der heutige Bodensee, der deswegen als würmglazial bezeichnet werden kann. Weiter östlich folgten kleinere Loben des Iller- und Lechgletschers. Dessen Niederterrassenschotter weisen eine große Ausdehnung bis an die Donau auf.
Es schloss sich ostwärts der Isar-Loisach-Gletscher an und bildete die Gletscherzungen von Tölz, Wolfratshauser See, Starnberger See und Ammersee. In dessen Zungenbecken befinden sich heute noch der Ammersee und Starnberger See.
Durch das Abschmelzen des Eises wurden die Zungenbecken nach und nach von Norden nach Süden eisfrei und füllten sich mit Schmelzwasser. Somit entstand eine Seenlandschaft. Diese Seenlandschaft wurde sofort wieder mit Seeton und Deltaschotter aufgefüllt. Der Starnberger See hat sich bis heute ohne Zufluss erhalten, während der Ammersee schon zur Hälfte aufgefüllt worden ist. Besonders kurz war die Existenz des Wolfratshausener Sees; er wurde von Isar und Loisach schnell wieder verfüllt. Die Füllung der Becken hängt nicht so sehr von der Größe des durchströmenden Gerinnes als von dessen Geschiebe ab. Die Korngrößen (Schwebstoffe) sind von großer Bedeutung. Es wundert aus diesem Grund nicht, dass die meisten noch nicht verlandeten Seebecken in kalkalpinen Gegenden liegen. Obere Flüsse transportieren weniger Schwebstoffe als die aus kristallinen Gebieten.
Die äußersten Randlagen der Eisströme seien noch erwähnt:
- Ammersee-Lobus: Pürgen-Stoffen
- Starnberger-See-(Würmsee-)Lobus: Neufahrn bei Schäftlarn
- Wolfratshausener Lobus (Hauptrandlage): Hohenschäftlarn

Die von Süd nach Nord um 300 Meter abfallende und entsprechend an Mächtigkeit verlierende Niederterrasse der Münchener Schotterebene ist Würmgletschern zuzuordnen. In ihrem Nordteil kam es peri- und postglazial durch Grundwasseraustritte zu großen Quellmoorbildungen wie dem Dachauer Moos und dem Erdinger Moos.
Östlich an weit nach Norden ragende Moränenausläufer des Inngletschers schließen sich kleinere des Chiemseegletschers an. Die Endmoränen des Inn-Gletschers finden sich bei Haag in Oberbayern. Um Rosenheim bildete sich im Spätglazial ein großer Eisstausee, das Rosenheimer Becken mit über 150 Meter mächtigen Sedimenten. Auch der heutige Chiemsee stellt einen im Südteil aufgefüllten Schmelzwasserrestsee dar.
Der östlichste der großen würmkaltzeitlichen Gletscher, die bis ins Vorland ragten, war der Salzachgletscher mit mehreren Endmoränenstaffeln. Zentrum der Eisvorstöße war ein Gletscherbecken bei Salzburg, von dem aus mehrere kleine Eisvorstöße abzweigten. Das Salzburger Becken wurde nach der Würm-Kaltzeit von einem später verlandeten See erfüllt, ebenso wie die kleineren Zweigbecken, in denen sich auch heute noch kleine Seen und Moore erhalten haben.
Unmittelbar östlich des Salzachgletschers lagen drei kleinere Gletscher, die das Vorland erreichten. Ihre Stammbecken sind Mondsee, Attersee und Traunsee. Weiter östlich gelegene Gletscher haben sich auf die Alpen beschränkt, das Ostende der Vergletscherung lag auf der Linie Völkermarkt – Judenburg – Admont. Isolierte Gletscher lagen auf den Massiven des Hochschwab, des Dürrenstein und der Rax rund um Mariazell. Das Klagenfurter Becken wurde bis Völkermarkt komplett von einem großen Gletscher eingenommen. Die Karawanken und der Triglav sowie im Westen die Karnischen Alpen waren vollständig vereist. Von den Karnischen Alpen floss südlich des Trogkofels ein Gletscher bis in die Gegend des heutigen Gemona.
In Italien konzentrierten sich mehrere Gletscher um den Gardasee, der das Stammbecken des davon am weitesten nach Süden vorgerückten Gletschers darstellt. Ein weiterer Gletscher lag in der Gegend zwischen Comer See und Lago Maggiore; und im Westen erreichten Gletscher die Po-Ebene in der Umgebung von Ivrea und westlich von Turin.

## Florenentwicklung

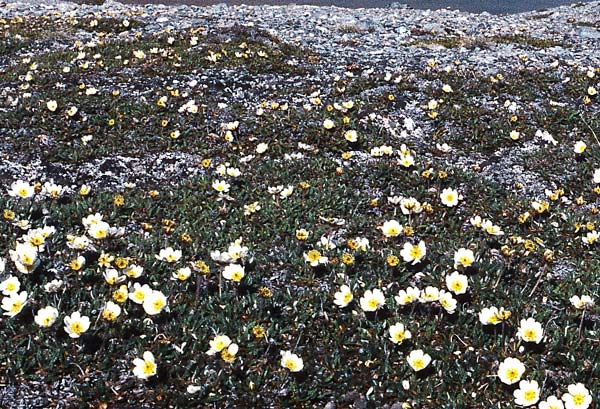
Heutige Tundrenvegetation mit Dryas octopetala auf Spitzbergen

Die Vegetationsentwicklung seit dem Maximum der Würmkaltzeit ist von großer Bedeutung.
In dieser Phase herrschte im eisfreien nordwestlichen Europa eine subarktische Tundrenvegetation, die aus heidekrautgewächs-armen Zwergstrauchgesellschaften (Betula nana, Salix polaris u. a.) sowie einer arktisch-alpinen Steinschutt- und Rasenvegetation bestand, die wegen der milden Sommertemperaturen einen großen Anteil von Arten aufwies, die heute die polare oder alpine Waldgrenze nicht überschreiten.
Insgesamt sind in diesem Gebiet über 330 Sippen nachgewiesen. Den unvergletscherten Raum Mitteleuropas zwischen dem nordischen Inlandeis und den vergletscherten Alpen besiedelte eine baumfreie Tundrenvegetation mit einem höheren Anteil an Steppenpflanzen (Artemisia, Chenopodiaceae, Poaceae), deren Reste vielfach in tonigen Sedimenten von Seen erhalten geblieben sind. Nach der Hauptart – der arktisch-alpinen Silberwurz (Dryas octopetala), werden diese fossilen Floren als Dryas-Floren bezeichnet.
Artbestimmungen, v. a. bei der Steppen- und Halbwüstenarten umfassenden Gattung Artemisia, sind noch nicht zahlreich. Die Vegetation in den Mittelgebirgen Europas, des nördlichen Alpenvorlands, auf den Höhen der nur von kleineren Gletschern bedeckten Gebirge und im nordöstlichen Europa bestand aus Schneeboden- und Solifluktions-Gesellschaften.
Südeuropa war während der Zeit der maximalen Eisausdehnung in großen Teilen waldlos, mit weit zerstreuten, voneinander isolierten Gehölzvorkommen an begünstigten Habitaten. Es dominierten mediterrane und submediterrane Steppen mit zahlreichen Inseln offener Baumhaine. Die Pollenwerte von Artemisia, Chenopodiaceaen, Poaceaen und von Ephedra sind relativ hoch. Danach dürften große Teile von Süd- und Südosteuropa, die außerhalb der Permafrostgrenze lagen, von Artemisia-Steppen beherrscht gewesen sein. In höheren Lagen der Gebirge traten vermutlich alpin-aride Gesellschaften auf. Auch in den submontanen Höhenlagen der süd- und südosteuropäischen Gebirge, besonders am Südwest- und Südrand der Alpen, auf dem Balkan, am Südrand der Karpaten und im südlichen Griechenland sowie an feuchten Flussniederungen (Galerie- und Saumwälder) werden voneinander isolierte Waldinseln vermutet. Diese Gebiete waren offensichtlich Überdauerungsgebiete für den Großteil der heutigen europäischen Gehölze.
Bei den Farnpflanzen sind z. B. die ursprünglichen diploiden Asplenium-Arten heute noch auf die kaltzeitlichen Rückzugsgebiete im Mediterran-Becken beschränkt, während die polyploiden Sippen nachkalt(eis)-zeitlich das restliche Europa erobert haben.